# Zhaga Consortium
El Consorci Zhaga és una organització internacional, fundada el febrer de 2010, que estableix les especificacions de la indústria d'interfícies per als components utilitzats en lluminàries LED. Al febrer de 2021 compta amb més de 300 membres. El consorci és un programa membre de la IEEE Industry Standards and Technology Organization (IEEE-ISTO) Les especificacions de Zhaga, que s'anomenen Books, aborden interfícies elèctriques, mecàniques, òptiques, tèrmiques i de comunicació, i permeten la interoperabilitat dels components. Els resultats de les especificacions de Zhaga són que els components són interoperables i es poden substituir i que una lluminària LED es pot actualitzar després a la instal·lació quan hi hagi nova tecnologia disponible.
El consorci Zhaga ha establert un programa de logotip per indicar la compatibilitat amb aquests estàndards mitjançant un programa de certificació i proves. Només els productes certificats poden portar el logotip de Zhaga.
Aquestes especificacions s'organitzen en llibres i fins al 2022 n'existeixen 26. Per exemple, el llibre 14 fa referència a motors òptics en encapsulats lineals, el llibre 15 a mòduls Led de matriu de leds, el llibre 16 a motors òptics circulars i lineals, el llibre 25 a la interfície de comunicacions Bluetooth i lectors NFC, el llibre 26 a mòduls Led per aplicacions sens aïllament SELV.